# Jacques Fontanille
Jacques Fontanille (Francia, 28 settembre 1948) è un docente francese.
È un professore di Linguistica e Semiotica presso l'Université de Limoges e titolare della cattedra di semiotica presso l'Institut Universitaire de France.

## Il suo lavoro in semiotica
Ha pubblicato numerosi articoli e libri nel campo della teoria semiotica, la semiotica letteraria e la semiotica visiva. Egli ha elaborato, tra le altre cose, una semiotica delle passioni (con Greimas) e una semiotica tensiva (con Zilberberg)..
La semiotica di Fontanille si basa su una distinzione di tre assi dell'identità che vengono chiamate Me, Sé-idem e Sé-ipse:
- Il Me-carne ossia il centro di referenza;
- Il Sé-idem ossia l'insieme dei ruoli narrativi;
- Il Sé-ipse ossia l'insieme degli atteggiamenti, delle mire etiche ed estetiche.

Le zone di correlazione tra questi assi vengono denominate aree della coesione, della coerenza e della congruenza:
- L'area della coesione dell'azione ovvero la correlazione tra Me-carne e Sé-idem;
- L'area della coerenza dell'azione ovvero la correlazione tra Me-carne e Sé-ipse;
- L'area della congruenza dell'azione ovvero la correlazione tra Sé-idem e Sé-ipse.

.

## Opere
- FONTANILLE, Jacques, Le savoir partagé, Hadès-Benjamins, Paris-Amsterdam, 1987.
- FONTANILLE, Jacques, Les espaces subjectifs, Introduction à la sémiotique de l'observateur, Hachette, Paris, 1989.
- FONTANILLE, Jacques, Les formes de vie, "RSSI", 13, 1-2, 1993.
- FONTANILLE, Jacques, Sémiotique du visible, PUF, Paris, 1995.
- FONTANILLE, Jacques, Sémiotique et litterature, PUF, Paris, 1999.
- FONTANILLE, Jacques, Sémiotique du discours, PULIM, Limoges, 1999.
- FONTANILLE, Jacques, Figure del corpo. Per una semiotica dell'impronta, trad. it. a cura di Pierluigi Basso, Meltemi, Roma, 2004.